# María Rosario Rodríguez Rueda
Pour les articles homonymes, voir María Rodríguez, Rodríguez et Rueda.
María Rosario Rodríguez Rueda, née le 24 août 1966, est une femme politique espagnole membre du Parti populaire (PP).

## Biographie

### Vie privée
Elle est mariée et mère d'un fils.

### Carrière politique
Le 20 décembre 2015, elle est élue sénatrice pour Albacete au Sénat et réélue en 2016. Elle est porte-parole de son groupe chargée de la sécurité sociale.